# Geokichla sibirica

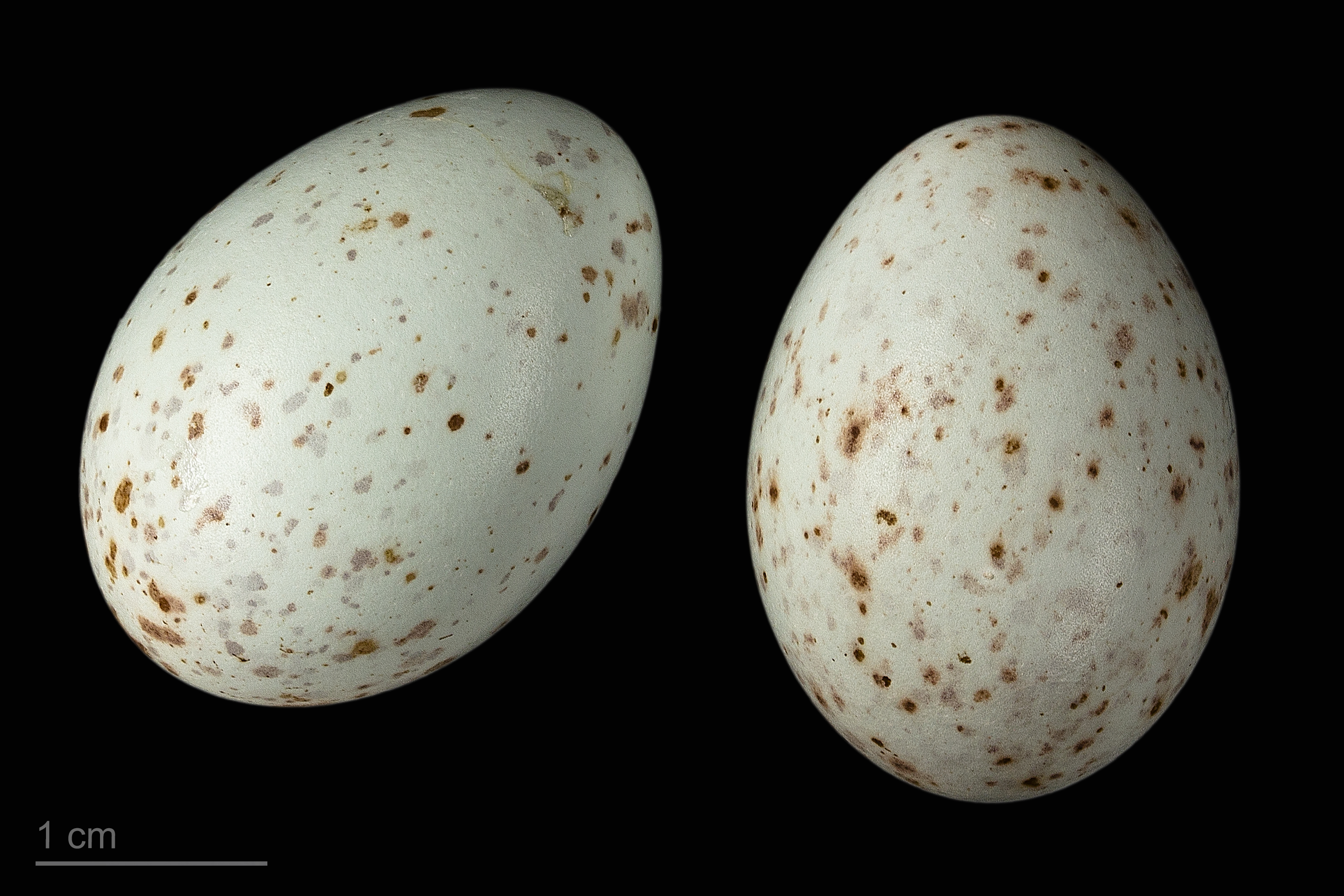
Geokichla sibirica davisoni - MHNT

El zorzal siberiano (Geokichla sibirica) es una especie de ave paseriforme de la familia Turdidae que habita en Asia. Se reproduce en la taiga siberiana. Es migrador de larga distancia y la mayoría de zorzales siberiranos pasan el invierno en el sudeste asiático.   
El zorzal siberiano es similar en tamaño al zorzal común. Es omnívoro y se alimenta de una gran variedad de insectos, lombrices y bayas. Es un pájaro de comportamiento discreto.
El zorzal siberiano macho es de color azul grisáceo oscuro uniforme tanto en las partes superiores como en las inferiores, salvo por una lista supericiliar blanca sobre los ojos. La hembra es de color parduzco, con la lista superciliar anteada. Un rasgo característico de ambos sexos perceptible en vuelo es la banda negra en el reverso blanco de las alas, un detalle compartido con Zoothera dauma.